# Виллафрати
Виллафрати (итал. Villafrati) — коммуна в Италии, располагается в регионе Сицилия, подчиняется административному центру Палермо.
Население составляет 3364 человека, плотность населения составляет 135 чел./км². Занимает площадь 25 км². Почтовый индекс — 90030. Телефонный код — 091.
Покровителем коммуны почитается святой Иосиф Обручник, празднование 19 марта.